# Puertas
Pour les articles homonymes, voir Puertas (homonymie).
Puertas est une commune de la province de Salamanque dans la communauté autonome de Castille-et-León en Espagne.